# Aerolínea de Antioquia
Aerolínea de Antioquia – kolumbijska regionalna linia lotnicza z siedzibą w Medellín. Obsługuje połączenia krajowe. Głównym węzłem jest port lotniczy Olaya Herrera.